# Southampton
Southampton é a maior cidade portuária da costa sul do Reino Unido. É a cidade mais próxima a New Forest e fica entre Portsmouth e Bournemouth. Era uma localidade pertencente a Hampshire, e passou à condição de cidade na reorganização do governo local em 1 de abril de 1997.  Isto tornou Southampton uma unidade administrativa, que engloba alguns distritos como Eastleigh, Portswood, Bitterne, Woolston e Millbrook.
Foi uma das muitas cidades britânicas severamente bombardeadas durante a Segunda guerra mundial, por esta razão, vários monumentos históricos foram destruídos, porém ainda existe a antiga muralha da cidade, como também o portal Bargate, antiga maior entrada para a cidade na extremidade norte da muralha. Southampton tem a segunda muralha medieval mais longa remanescente na Inglaterra.
O portal Bargate é comummente usado como símbolo da cidade, e é a logomarca do governo municipal. A parte central da cidade tem muitos parques naturais extensos.
É a cidade da Universidade de Southampton, da Universidade Southampton Solent e do centro comercial WestQuay. É também onde fica a sede da agência nacional de mapeamento. O jornal local é o Southern Daily Echo e o canal de TV local é BBC Sul.
Southampton tem sido identificada com a história e o desenvolvimento marítimos, e fortemente associada ao Titanic, por este ter partido da cidade no dia 10 de abril de 1912 rumo aos Estados Unidos, quando tragicamente veio a afundar. Southampton é também conhecida devido ao Supermarine Spitfire, que fez seu primeiro voo do local onde hoje se situa o aeroporto da cidade. Ainda hoje Southampton é o lugar de onde saem os navios cruzeiros, sendo também um porto de carga muito importante nacionalmente.

## Esportes

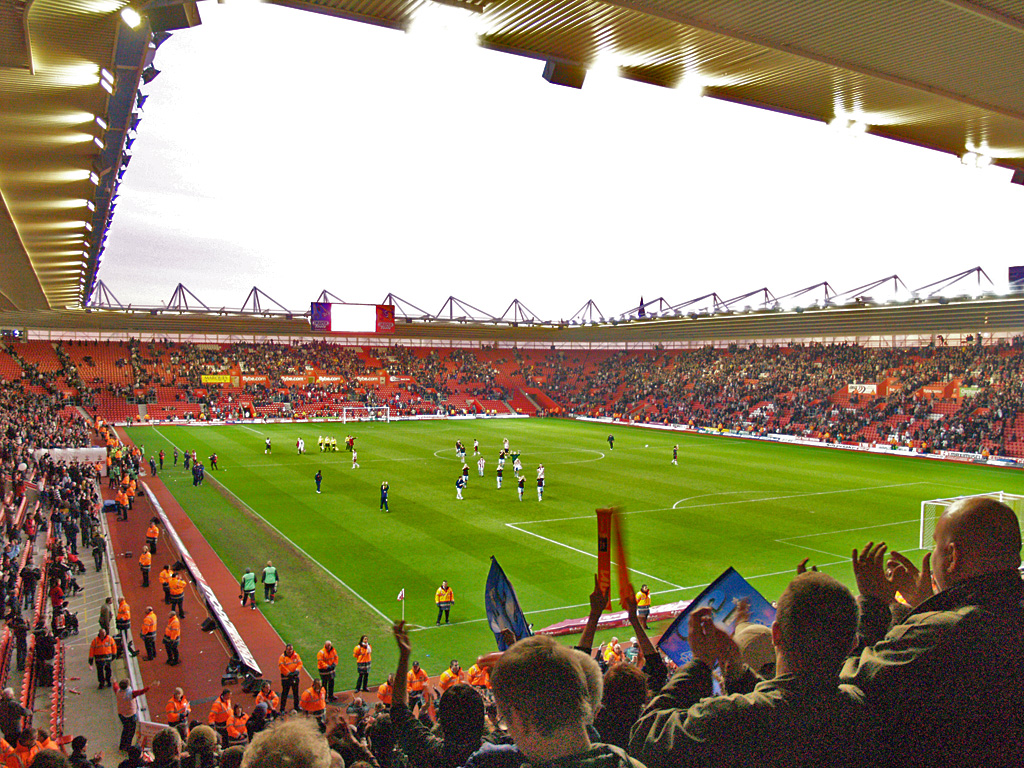
St Mary's Stadium.

A cidade de Southampton se destaca no futebol inglês através do Southampton FC que disputa a Premier League, que equivale a primeira divisão e foi campeão da Copa da Inglaterra em 1976, manda seus jogos no St Mary's Stadium.

## Cidades-irmãs
- Le Havre, França (desde 1973) [3][4]
- Rems-Murr-Kreis, Alemanha (desde 1991) [4]
- Kalisz, Polônia [5]
- Hampton, Estados Unidos
- Qingdao, China (desde 1998) [4]